# Lilla Märta kommer tillbaka
Lilla Märta kommer tillbaka är en svensk komedifilm från 1948 i regi av Hasse Ekman. Filmen är en uppföljare till Fram för lilla Märta från 1945.

## Handling
Sture Letterström och Kurre Svensson har som uppgift att under andra världskrigets dagar rädda hemliga handlingar undan de svenska nazisterna. Eftersom de båda är kända av de lokala nazisterna, får Sture återigen ikläda sig rollen som fröken Märta Letterström.

## Om filmen
Filmen hade premiär den 14 augusti 1948 på biograf Astoria i Stockholm. Inspelningen skedde med ateljéfilmning i Centrumateljéerna i Stockholm med exteriörer från Hallunda av Sven Thermænius.
Lilla Märta kommer tillbaka har visats i SVT, bland annat 2008, 2012, 2017, 2020, i mars 2022 och i mars 2024.

## Rollista i urval
- Stig Järrel – Sture Letterström, kock/fröken Märta Letterström, journalist vid Den Hemliga Härden
- Hasse Ekman – fänrik Curt "Kurre" Svensson/fröken Elvira Pettersson
- Hugo Jacobson – godsägare Pontus Bruzell
- Tollie Zellman – Tora, hans hustru
- Brita Borg – Inga Bruzell, Pontus och Toras dotter
- Sten Larsson – doktor Gotthard Vogel, nazist
- Douglas Håge – advokat Peter Sonne, före detta Pettersson, nazist
- Charlie Almlöf – Charles-Emile Högquist, kanonfotograf
- Benkt-Åke Benktsson – doktor Bauerbrecht, nazist
- Hjördis Petterson – Fräulein Schultze, nazist
- Ernst Brunman – poliskonstapel Karlsson, nazist
- Gunnar Björnstrand – kapten
- Harald Emanuelsson – kaptenens chaufför
- Margit Andelius – fröken Synnergren, sånglärarinna, nazist

## Musik i filmen
- Anna från Dalen gick på Nalen, kompositör Kai Gullmar, text Hasse Ekman, sång Brita Borg och Hasse Ekman
- Kampvisa (Vi är herrefolkets tjänare), kompositör och text Hasse Ekman, sång Gustaf Hiort af Ornäs, Ernst Brunman, Douglas Håge med flera
- Vi är tre små flickor, kompositör och text Hasse Ekman, sång Hasse Ekman och Brita Borg
- Räven raskar över isen, sång Hasse Ekman
- Jänta å ja, text Fredrek på Rannsätt

## DVD
Filmen gavs ut på DVD 2012.